# LeadAward
Der LeadAward ist ein deutscher Medienpreis. Die LeadAcademy für Medien e. V. vergibt die Auszeichnung jährlich an deutsche Print- und Online-Medien. Die letzte Verleihung (Stand März 2025) war 2019.

## Geschichte
1993 verlieh die Academy den LeadAward erstmals in Hamburg. Der Preis wird neben anderen Firmen hauptsächlich von den Unternehmen Spiegel, Porsche AG, Süddeutsche Zeitung, Frankfurter Allgemeine Zeitung, Die Zeit und die DuMont Mediengruppe gesponsert und von der Hansestadt Hamburg gefördert. Die früheren Sponsoren Hugo Boss, Google und EnBW sind nicht länger deklariert. Statt im Jahr 2017 das 25-jährige Jubiläum zu feiern, wurde die Preisvergabe ausgesetzt. Die einjährige Pause wurde zu einer Restrukturierung genutzt. Nach dem neuen Konzept stehen nun die Chefredakteure und Herausgeber der Magazin-, Zeitungs- und Onlinetitel im Vordergrund, in sieben Sparten werden Deutschlands führende Medienchefs ausgezeichnet.

## Verfahrensregeln
Bis heute nominieren ausschließlich Gremien der LeadAcademy – eine Bewerbung ist nicht möglich. Eine 12-köpfige Vorjury sichtet die vollständigen Jahrgänge von etwa 450 Magazintiteln, 70 Zeitungstiteln und 200 Onlineangeboten. Diese Vorauswahl wird sodann einer 30-köpfigen Endjury für die Nominierungen und abschließend die Entscheidung der Preisvergaben vorgelegt. Für jede Kategorie werden derart Gold-, Silber- und Bronze-Platzierung sowie bis zu acht Auszeichnungen vergeben. An letzterem hat sich seit 1995 nichts geändert. Gesamtverantwortlich ist Markus Peichl.

## Kategorien
Die LeadAwards wurden über viele Jahre u. a. in den Kategorien „Editorial“, „Anzeigen“, „Fotografie“, „Online“ und „Zeitung des Jahres“ vergeben. Die Kategorie „Online“ wurde zum ersten Mal 2006 vergeben, die Wikipedia gewann die Kategorie damals als „WebLeader des Jahres“.
Seit dem Redesign 2018 sind die sieben Sparten: „Magazin Debatte“, „Magazin Lifestyle“, „Magazin Populär“, „Zeitung regional“, „Zeitung überregional“, „besonders innovative Blattmacher“ und „wichtiger Digitalmacher“. Zusätzlich vergibt Hauptsponsor Porsche AG einen eigenen Porsche Award für den besten Independent-Blattmacher des Jahres, durch den besonders mutige und innovative Leistungen hervorgehoben werden sollen.

## Kritik
„Die Lead-Lösung des Promi-Dilemmas ist es, möglichst viele hochkarätige Medienmacher in die Jurys einzuladen und ihnen möglichst viele Möglichkeiten zu geben, ihre eigenen Medien auszuzeichnen.“